# Accidente por pérdida de refrigerante
Un accidente por pérdida de refrigerante (en inglés: Loss-Of-Coolant Accident, LOCA), también llamado accidente por pérdida de refrigeración, es una forma de falla de un reactor nuclear, que si no es manejada efectivamente podría tener como resultado un daño al núcleo del reactor. El sistema de enfriamiento de emergencia del núcleo (en inglés: Emergency Core Cooling System, ECCS) de cada planta nuclear existe específicamente para enfrentar esta falla. 

## Descripción
Los reactores nucleares generan calor internamente, para eliminar este calor y convertirlo en energía eléctrica útil, se utiliza un sistema de enfriamiento. Si este flujo de refrigerante es reducido o es cortado, el sistema de apagado de emergencia del reactor nuclear está diseñado para detener la reacción en cadena de la fisión. Sin embargo, debido al decaimiento radioactivo el combustible nuclear continuará generando una cantidad significativa de calor. El calor por decaimiento producido por el apagado del reactor desde una situación de operación a pleno desempeño inicialmente es equivalente a aproximadamente entre un 5% a 6% de la capacidad termal del reactor. Si todos los sistemas de enfriamiento independientes del sistema de emergencia de enfriamiento del núcleo fallan en operar tal como fueron diseñados, este calor puede incrementar la temperatura del combustible al punto de dañar al reactor.
- Si hay agua presente, esta puede hervir, reventando las cañerías que la transportan. Por esta razón las plantas de energía nuclear están equipadas con válvulas de alivio operadas por presión y depósitos de respaldo de agua para enfriamiento.
- Si hay grafito y aire, el grafito puede incendiarse, dispersando contaminación radioactiva. Esta situación solo puede darse en los reactores AGR, RBMK, Magnox y de producción de armas, que usan grafito como moderador de neutrones. (ver Accidente de Chernóbil).
- El combustible y los componentes internos del reactor se pueden fundir, si los elementos fundidos resultantes permanecen críticos, la masa fundida continuará generando calor, posiblemente fundiendo su camino hasta el fondo del reactor. Tal evento se denomina fusión de núcleo y puede tener serias consecuencias. El así llamado "Síndrome de China" sería esta situación llevada al extremo: la masa fundida se abriría camino a través del suelo hasta la tabla de agua y más abajo - sin embargo, la comprensión actual y la experiencia de las reacciones de fisión nuclear sugiere que la masa fundida sería demasiado perturbada para generar calor antes de descender un trecho muy largo; por ejemplo, en el accidente de Chernóbil el núcleo del reactor se fundió y el material del núcleo fue encontrado en el subterráneo, demasiado disperso para sostener una reacción en cadena, pero aun peligrosamente radioactivo.
- Algunos diseños de reactores tienen características de seguridad pasiva que previenen que los derretimientos ocurran en situaciones extremas. El reactor modular de lecho de bolas, por ejemplo, puede resistir extremas temperaturas transientes en su combustible. Otro ejemplo es el reactor CANDU, que tiene dos grandes masas de agua relativamente frías de baja presión (la primera es un moderador de agua pesada; la segunda es el tanque de protección relleno con agua ligera) que actúa como radiador. Otro ejemplo es el módulo de energía nuclear autoregulado moderado por hidrógeno, en el que la descomposición química del combustible de hidruro de uranio detiene la reacción de fisión al removerse el moderador de hidrógeno.[2] El mismo principio es usado en los reactores de investigación del tipo TRIGA.

Bajo condiciones de operación, un reactor puede aumentar o disminuir pasivamente (esto es, en la ausencia de cualquier sistema de control) su salida de energía en el caso de ocurrir una pérdida de refrigerante o la aparición de vacíos en sus sistema de refrigeración (por ejemplo, por el agua hirviendo). Esto se mide por el coeficiente de vacío del refrigerante. La mayor parte de las plantas de energía nuclear modernas tienen un coeficiente de vacío negativo, lo que indica que cuando el agua se convierte en vapor, la energía disminuye instantáneamente. Dos excepciones son los reactores RBMK ruso y el CANDU canadiense. Los reactores de agua en ebullición, por otro lado, están diseñados para tener vacío de vapor al interior del contenedor del reactor.
Los reactores modernos están diseñados para prevenir y resistir la pérdida de refrigerante, sin importar el coeficiente de vacío que posean, usando varias técnicas. Algunos, tales como el reactor modular de lecho de bolas, en forma pasiva disminuyen la reacción en cadena cuando se pierde el refrigerante; otros tienen extensivos sistemas de seguridad para detener rápidamente la reacción en cadena, y además pueden estar equipados con sofisticados sistemas de seguridad pasiva (tales como grandes radiadores termales alrededor del núcleo del reactor, sistemas de condensación/enfriamiento de respaldo activados pasivamente o una estructura de contenimiento refrigerada pasivamente) que mitigan el riesgo de mayor daño.

## Las tres defensas finales
Una gran cantidad de trabajo se dedica a la prevención de un evento de núcleo grave. Si tal evento sucede, se espera que tres procesos físicos diferentes ocurran para aumentar el tiempo entre el comienzo del accidente y el momento en que una gran liberación de radioactividad pueda producirse. Estos tres factores proporcionarían tiempo adicional para que los operadores de la planta pudieran mitigar el resultado de dicho suceso:
1. El tiempo requerido para que el agua se evapore hirviendo (refrigerante, moderador): asumiendo que en el momento de que el accidente ocurra el reactor será SCRAMeado (que todos las varillas de control sean inmediatamente y totalmente introducidas), y de esa forma se reduce la generación de energía termal retrasando aún más el momento en que el agua hervirá.
2. El tiempo requerido para que el combustible se funda: después de que el agua ha hervido, el tiempo requerido para que el combustible alcance su punto de fusión será dictado por el calor generado por el decaimiento de los productos de la fisión, la capacidad de calor del combustible y el punto de fusión del mismo.
3. El tiempo requerido para que el combustible fundido atraviese el límite de presión primario: el tiempo requerido para que el metal fundido del núcleo atraviese el límite de presión primario (en los reactores de agua ligera esto es el contenedor de presión; en los reactores CANDU y RBMK esto es la estructura de canales presurizados de combustible; en los reactores de PHWR como el de Atucha I, será la barrera doble de canales y el contenedor de presión) dependerá de las temperaturas y de los materiales del límite. Que el combustible permanezca o no crítico en las condiciones del interior del núcleo dañado o más allá jugará un rol significativo.

## Nota
- Esta obra contiene una traducción  derivada de «Loss-of-coolant accident» de Wikipedia en inglés, concretamente de esta versión, publicada por sus editores bajo la Licencia de documentación libre de GNU y la Licencia Creative Commons Atribución-CompartirIgual 4.0 Internacional.

- Datos: Q1071740
- Multimedia: Loss-of-coolant accidents / Q1071740